# Kunst- und Museumsverein Wuppertal
Der Kunst- und Museumsverein Wuppertal e. V. (KMV) in der bergischen Großstadt Wuppertal hat rund 1800 Mitglieder (Stand 2015) und zählt zu den größten Vereinen seiner Art in Deutschland.

## Vereinszweck
Der Verein organisiert Wechselausstellungen im Von der Heydt-Museum, im Alten Elberfelder Rathaus sowie in der Kunsthalle Barmen, die Teil der Barmer Ruhmeshalle ist. Weiter fördert der Verein den Aufbau der Sammlung für die Dauerausstellung im Von der Heydt-Museum, das durch die Stadt Wuppertal betrieben wird. Der Verein wird weiter unter anderem durch die Enno und Christa Springmann-Stiftung unterstützt.
Nach eigenen Angaben legt der Verein auf die Pflege der Öffentlichkeitsarbeit sowie den Ausbau des Familien-, Kinder- und Jugendprogramms besonderen Wert. Mitglieder erhalten freien Eintritt in die Dauerausstellung und vergünstigen Eintritt in Wechselausstellungen. Seit 1990 betreibt der KMV im Foyer des Von der Heydt-Museums einen Museumsshop. Während der Öffnungszeiten des Museums können dort Postkarten, Plakate, Spiele und Geschenkartikel sowie Kunstbücher und Kunstkataloge erworben werden, die Überschüsse der Einnahmen kommen dabei dem Verein zugute.

## Geschichte
Der Kunstverein geht auf eine Gründung des Barmer Kunstverein im Jahr 1866 in der damals selbstständigen Stadt Barmen zurück. 1892 wurde das Pendant in Elberfeld als Elberfelder Museumsverein gegründet. Die Elberfelder konnten noch im Gründungsjahr Räume im Elberfelder Rathaus (später Altes Elberfelder Rathaus) für eine Dauerausstellung anmieten. Mit der Barmer Ruhmeshalle bauten sich die Barmer eine eigene Kunsthalle. Nach der Vereinigung beider Städte 1929 schlossen sich die Vereine am 21. April 1946 zum Kunst- und Museumsverein Wuppertal zusammen.

## Ausstellungen (Auswahl)
- Oktober 2007 – Januar 2008: Renoir-Ausstellung
- Oktober 2009 – Februar 2010: Monet-Ausstellung
- September 2011 – Januar 2012: Sisley-Ausstellung
- Oktober 2012 – Februar 2013: Rubens-Ausstellung